# Bűnös szerelem (televíziós sorozat)
A Bűnös szerelem egy 2007 és 2008 között vetített teleregény a Telemundótól. Főszereplői: Lorena Rojas, Mauricio Islas, Catherine Siachoque és Sonya Smith. Magyarországon először az RTL Klub tűzte műsorára 2012. október 1-jén.

## Történet
Natalia és Adrián idegenek, más-más városban élnek. Egy napon azonban egymásra találnak, és ösztönösen azonnal tudják, hogy összetartoznak. Mindketten boldogtalan házasok, két-két gyerekkel. Szerelmüket sokan támadják; ellenségeik és irigyeik mindent megtesznek annak érdekében, hogy ne lehessenek egymáséi...Ők azonban - keserűséggel, csalódással és félreértésekkel tűzdelt útjukon - rendületlenül küzdenek az igaz szerelemért.

## Szereplők
| Színész(nő)         | Szerepnév                           | Megjegyzés | Magyar hangok      |
| ------------------- | ----------------------------------- | --- | ------------------ |
| Lorena Rojas †      | Natalia Ruiz de Mercenario/Torres   | Rogelio exfelesége, Gloria és Luis édesanyja, Inés Elena és Agatha ellensége, Adrián szerelme/felesége, Mónica legjobb barátnője, Freddy és Denisse nevelőanyja | Bertalan Ágnes     |
| Mauricio Islas      | Adrián Torres                       | Elena exférje, Alfredo édesapja, Denisse fogadott apja, Natalia szerelme/férje, Gloria és Luis nevelőapja                                                       | Széles Tamás       |
| Catherine Siachoque | Inés Vallejo                        | Agata és Natalia ellensége, Charlie nagynénje, Melissa barátja, Karen nővére, Manuel Freddy és Tina szeretője, Gary volt barátnője                              | Böhm Anita         |
| Sonya Smith         | Elena Sandoval de Torres/Mercenario | Adrián ex felesége, Alfredo és Denisse édesanyja, Raquel lánya, Natalia ellensége, Rogelio felesége, Anselmo szeretője                                          | Bognár Anna        |
| Ariel López Padilla | Rogelio Mercenario                  | Natalia ex férje, Gloria Luis és Denisse édesapja, Agata és Marcelo fia                                                                                         | Viczián Ottó       |
| Lupita Ferrer       | Ágata Mercenario                    | Marcelo felesége, Rogelio anyja, Luis Gloria és Denise nagyanyja, Manuel szeretője                                                                              | Szórádi Erika      |
| Maritza Rodríguez   | Karen Vallejo                       | Charlie anyja, Ines húga | Zakariás Éva       |
| Daniel Lugo         | Marcelo Mercenario                  | Agata férje, Rogelio édesapja | Rosta Sándor       |
| Sebastián Ligarde   | Manuel                              | Natalia ellensége, Agata és Ines szeretője | Galbenisz Tomasz   |
| Héctor Soberón      | Gary Mendoza                        | Adrián barátja, Ines férje | Jakab Csaba        |
| Alicia Plaza        | Mónica Rojas                        | Rossy édesanyja, Saul exmenyasszonya, Antonio felesége, Natalia barátnője                                                                                       | Kisfalvi Krisztina |
| Carlos Camacho      | Saúl Farrera                        | Natalia és Adrián barátja, Rossi férje | Karácsonyi Zoltán  |
| Chela Arias         | Raquel Sandoval                     | Elena édesanyja, Denisse és Alfredo nagyanyja | Tóth Judit         |
| Mariana Torres      | Denisse Torres                      | Elena és Rogelio lánya, Charlie menyasszonya, Alfredo testvére                                                                                                  | Tamási Nikolett    |
| Sofía Stamatiades   | Gloria Mercenario                   | Natalia és Rogelio lánya, Luis és Denisse testvére, Alfreo barátnője                                                                                            | Molnár Ilona       |
| Jencarlos Canela    | Alfredo "Freddy" Torres             | Elena és Adrián fia, Denisse testvére, Gloria barátja | Dányi Krisztián    |
| Alonso Espeleta     | Luís Mercenario                     | Natalia és Rogelio fia, Gloria és Denisse testvére, Hector barátja                                                                                              | Ungvári Gergő      |
| Pablo Portillo      | Héctor Acecas                       | Fernando és Angelica fia, Luis barátja | Moser Károly       |
| Roberto Plantier    | Charlie Vallejo                     | Karen fia, Denisse barátja, Ines unokaöccse | Szvetlov Balázs    |
| Tali Duclaud        | Elsa Alfaro                         | Javier lánya, Ricky barátnője | Roatis Andrea      |
| Eduardo Cuervo      | Ricardo "Ricky" Larios              | Marisela fia, Elsa barátja | Pálmai Szabolcs    |
| Ximena Duque        | María Aguilar                       | Anselmo és Laura lánya, Alfredo exbarátnője | Vadász Bea         |
| Julio Ocampo        | Ramón Gamboa                        | Melinda és Benito fia | Baráth István      |
| Hannah Zea          | Rossy Sandoval                      | Monica lánya, Saul felesége, Tony édesanyja | Kökényessy Ági     |
| Andrés García jr.   | Javier Alfaro                       | Elsa édesapja, Karen barátja, Natalia ügyvédje | Varga Gábor        |

### Vendég- és mellékszereplők
| Színész(nő)            | Szerepnév                     | Megjegyzés                                         | Magyar hangok     |
| ---------------------- | ----------------------------- | -------------------------------------------------- | ----------------- |
| Raúl Izaguirre         | Eduardo Larios                | Natalia ügyvédje, Marisela férje, Ricky édesapja   | Varga T. József   |
| Evelin Santos          | Gasparina Godoy               | Nyomozó                                            | Kokas Piroska     |
| Mildred Quiroz         | Laura Aguilar                 | Anselmo felesége, Maria édesanyja, Melissa húga    | Huszárik Kata     |
| Roberto Huicochea      | Anselmo Aguilar               | Laura férje, Maria édesapja, Melissa testvére      | Bolla Róbert      |
| Mayte Vilán            | Marisela Bracamontes          | Ricky édesanyja                                    | Ősi Ildikó        |
| Arianna Coltellacci    | Chabela                       | Natalia és Monica barátnője                        | Solecki Janka     |
| Adela Romero           | Melinda                       | Ramon anyja, Benito felesége                       | Mics Ildikó       |
| Nury Flores            | Lolita                        | Cseléd az Aguilar házban                           | Fabó Györgyi      |
| Raúl Durán             | Benito Alejo Gamboa Moctesuma | Melinda férje Ramón édesapja                       |                   |
| Rudy Pavón             | Jaime                         | Ricardo barátja                                    |                   |
| Julio Arredondo        | Dr. Martínez                  | Elena doktora                                      |                   |
| Stella Maris Ortiz     | Georgina                      |                                                    |                   |
| Rosa de la Mora        | Mayté Osorio                  |                                                    |                   |
| Giovanna del Portillo  | Daniela                       |                                                    |                   |
| Natalie Correa         | Lucía                         |                                                    |                   |
| Ronny Montemayor       | Benny Russian                 |                                                    |                   |
| Rodolfo Castera        |                               | rendőr                                             | Seder Gábor       |
| Nelson Steegers        | Danny                         | Diego és Charlie barátja, Lisa fia                 |                   |
| Cristina Figarola      | Lisa Fuentes                  | Danny édesanyja, Gary exbarátnője                  | Orosz Anna        |
| Iván Hernández         |                               | Elena detektívje                                   | Stern Dániel      |
| Daniela Vildosola      | Angelica Acecas               | Héctor anyja, Fernando felesége                    |                   |
| Ramiro Terán           | Fernando Acecas               | Héctor apja, Angelica férje                        | Németh Gábor      |
| Claudia Arroyave       | Nidia                         | Adrián extitkárnője, Elena barátnője               | Szabó Zselyke     |
| Carlos Farach          | Roberto                       |                                                    |                   |
| Ivee Colón             | Teresa                        | Ramón barátnője                                    | Nemes Takách Kata |
| Luís Rivas             | Diego                         | Charlie legjobb barátja                            | Penke Bence       |
| Carlos Pítela          | Julián atya                   | Natalia papja                                      | Kajtár Róbert     |
| Ramón Morell           | Dr. Solovich                  | Ágata ügyvédje                                     |                   |
| Ivan Rodriguez Naranjo | Dr. Beltrán                   | Ágata doktora                                      |                   |
| Alcira Gil             | Amanda                        | Alejandro anyja, Rossy anyósa                      | Bessenyei Emma    |
| Steve Roth             | Antonio Sandoval              | Monica exférje, Rossi és Elena apja                | Megyeri János     |
| Salim Rubiales         | Alejandro                     | Rossy exférje, Tony édesapja, Amanda fia           | Joó Gábor         |
| Juan Jiménez           | Maximiliano Aranda            | Luis barátja, Agata megbízottja                    | Kováts Dániel     |
| Marcos Miranda         | Jimenez                       | Ines és Melissa ügyvédje                           | Cs. Németh Lajos  |
| Sandra Eichler         | Tina                          | Börtönőr a női börtönben, Ines leszbikus barátnője | Sági Tímea        |
| Riczabeth Sobalvarro   | Dora                          | Natalia, Agatha és Ines cellatársa és ellensége    | Sallai Nóra       |
| Diana Franco           | Lola                          | Natalia börtönbeli barátnője                       | Sipos Eszter Anna |
| Gabriel Traversari     | Rolando Ortega                | Hector főnöke                                      |                   |
| Jaime Pavón            | Luciano Melendez              | Agata cinkosa                                      |                   |
| Nelsón Díaz            | Eleazar Aguilar               | Anselmo és Melissa testvére                        | Szokol Péter      |
| Eric Santa             |                               |                                                    |                   |
| Lorenzo Gómez          |                               |                                                    |                   |
| Fabio Melanito         |                               |                                                    |                   |
| Lupita Jones           | Esmeralda                     |                                                    |                   |
| Daniel René            | Antonio "Tony"                |                                                    |                   |
| Enrique Herrera        | Horacio                       |                                                    |                   |
| Lorenzo Duarte         |                               |                                                    |                   |
| Carlos Garin           | Norberto                      |                                                    |                   |
| Andrés Mistage         | Jeremy                        |                                                    |                   |
| Nelson Steegers        | Daniel "Danny"                |                                                    |                   |
| Carlos Pítela          | Padre Julián                  |                                                    |                   |
| Jorge Hernández        |                               |                                                    |                   |
| Xavier Coronel         | Marcos Reyes                  |                                                    |                   |
| Giselle Duque          | Doris                         |                                                    |                   |
| Katherine Fuenmayor    | Jenny                         |                                                    |                   |
| Cristian Carabias      | Tito                          |                                                    |                   |
| José del Río           | Mr. Moore                     |                                                    |                   |
| Esther Orjuela         |                               |                                                    |                   |
| Guadalupe Hernández    | Esteban                       |                                                    |                   |
| Jorge Laraburre        | Jonathan "Johnny"             |                                                    |                   |
| Alejandro Orendain     | Dr. Dorantes                  |                                                    |                   |
| René Gatica            | Rogelio Bustamante            |                                                    |                   |
| Luis Celerio           | Velázquez                     |                                                    |                   |
| Alexandro Danko        | Óscar                         |                                                    |                   |
| Esteban Villarreal     | Dr. Salvatierra               |                                                    |                   |
| Leandro Fernández      |                               |                                                    |                   |

## Érdekességek
- Catherine Siachoque és Sonya Smith már dolgoztak együtt az Elisa nyomában című amerikai teleregényben.
- Catherine Siachoque, Ariel López Padilla, Chela Arias, Alcira Gil, és Eduardo Cuervo már játszottak együtt a Második esély című teleregényben.
- Sonya Smith, Mariana Torres Maritza Rodríguez és Alicia Plaza szerepeltek a Sarokba szorítva című teleregényben.
- Lupita Ferrer és Sofía Lama szerepeltek az Eva Luna című amerikai teleregényben.
- Maritza Rodríguez, Daniel Lugo, Catherine Siachoque és Sofía Lama már szerepeltek a Zárt ajtók mögött című amerikai teleregényben.
- Lorena Rojas, a sorozat főhősnője 2015. február 16-án 44 éves korában, súlyos betegség után elhunyt.

## Fordítás
- Ez a szócikk részben vagy egészben  a   Pecados Ajenos című angol Wikipédia-szócikk fordításán alapul.  Az eredeti cikk szerkesztőit annak laptörténete sorolja fel. Ez a jelzés csupán a megfogalmazás eredetét és a szerzői jogokat jelzi, nem szolgál a cikkben szereplő információk forrásmegjelöléseként.